# Макијавелизам
Макијавелизам је термин који је добио назив по италијанском мислиоцу Макијавелију, аутору познатог дела „Владалац” у коме је описао деловање људи независно од моралних и других обзира. Макијавелизам означава схватање да су људи по природи кукавице, себични и неморални. Зато је оправдано бескрупулозно манипулисање њима лукавством, обманама, претњама и ласкањем, како би се постигао неки циљ. Основни принцип макијавелизма је: „Циљ оправдава средство”.
По Оксфордском речнику енглеског језика овај термин подразумева коришћење лукавости и двострукости у политици или уопште у понашању.
Овај термин има значај и у савременој психологији. Означава један од типова личности "црне тријаде", уз психопатски и нарцистички. Некада се у овај скуп укључује и садистички. Макијавелизам је окарактерисан двоструким интерперсоналним стилом, циничном занемаривањем морала, недостатком емпатије и фокусом на самопоштовање и личну добит.

## Повезани чланци
- Поремећај личности